# غنيمونيات
الرجرجيات أو الغنيمونيات أو الجنتوميات (الاسم العلمي: Gnetales) هي رتبة من النباتات تتبع طائفة الغنيمونانية من شعبة حقيقيات الأوراق.

## فصائل
تضم هذه الرتبة فصيلة وحيدة هي:
- الغنيمونية